# Castello di Qualino
Il castello di Qualino sorgeva sopra una collina a monte del paese omonimo, frazione di Costa Volpino. Il castello è andato distrutto nei secoli e le sue rovine sono rimaste visibili fino al XX secolo, nel corso del quale la collina dove sorgeva è stata spianata per la realizzazione del campo sportivo.

## Territorio
Il castello di Qualino sorgeva su una collina dalla posizione strategica: questa infatti dominava la Costa sottostante, tra la sponda nord del Lago d'Iseo e l'imbocco della Vallecamonica. Era dunque punto obbligato di passaggio per chi proveniva dalla Val Cavallina, dalla Val Seriana e quindi da Bergamo e da Milano.

## Proprietari
Il castello era molto probabilmente dipendente da quello più importante di Volpino. Dunque figurava fra i possedimenti del vescovo di Brescia. Fu concesso in feudo alla famiglia Brusati.

## Storia
Esistono rarissime testimonianze del castello, motivo per il quale si ritiene che questo fosse probabilmente una piccola fortificazione. Tuttavia il castello viene citato nel 1198, quando, al termine della terza guerra per il possedimento del Castello di Volpino, si decide che il Castello di Ceratello e il Castello di Qualino spettano a Brescia, mentre quello di Volpino deve essere distrutto, lasciando la porzione superiore dell'omonimo paese a Brescia e quella inferiore a Bergamo. Da quel momento in poi non abbiamo più alcuna menzione della struttura, la quale probabilmente viene abbandonata.
Nel 1880 presso le rovine sono state ritrovate tombe romane e medioevali. Le ultime rovine del castello sono scomparse definitivamente nel XX secolo quando il colle su cui sorgeva è stato spianato per la realizzazione del campo sportivo.